# 政風基嗣
政風 基嗣（まさかぜ もとつぐ、1983年4月28日 - ）は、長崎県長崎市出身で尾車部屋所属の元大相撲力士。本名は北園 基嗣（きたぞの もとつぐ）。身長183cm、体重191kg。得意技は右四つ、寄り。最高位は東十両12枚目（2012年5月場所）。好物は肉類。嫌いなものは魚介類。趣味は音楽鑑賞（特に洋楽）。

## 来歴
長崎市立小ヶ倉小学校4年次に相撲を始め、わんぱく相撲全国大会で活躍した。長崎市立小ヶ倉中学校、長崎県立諫早農業高等学校でも相撲を続けて全国大会にも出場。相撲と並行して小学校3年から中学時代まで野球も行っていた。下田圭将は高校の同級生にあたる。高校卒業後は東洋大学法学部企業法学科へ進学し相撲部に入部。1年次に全国学生相撲選手権大会で団体優勝、3年次には全日本相撲選手権大会でベスト8に入った。大学時代から角界入りを常に考えていたが本格的に考えたのは4年次の学生相撲選手権大会の後であり、大学の先輩である木村山や磋牙司から「尾車部屋があっているのでは」と助言され、その後自身で電話を入れて尾車に入門を志願した。
大学卒業後は尾車部屋に入門し、2006年3月場所で初土俵。前相撲では池原らに敗れ2連敗発進であったが、その後2連勝とし2番出世となった。同期生には大関・栃ノ心、小結・松鳳山、前頭・境澤らがいる。入門後は大負けすることなく出世してきたが、2008年7月場所では当時の自己最高位となる西幕下16枚目で7戦全敗するなど、幕下上位から中位でしばらく苦労した。2011年7月場所以降は幕下上位に定着し、東幕下筆頭で迎えた2012年3月場所は11日目に物言いがつく相撲であったが德勝龍を破って勝ち越しを決め、翌5月場所での十両昇進を決定づけた。新十両と同時にそれまで本名のままとなっていた四股名を政風と改名。昇進に際して、2011年春頃から意図的に増量した結果として体重が185kgに達したことや皇風の昇進に刺激を受けたことなどが転機となった旨を自ら明かした。同時に、性格面を自ら「大雑把、わがまま」と評し、ライバルは「いない」、好きな言葉は「無い」と答えていた。新十両の5月場所は7勝8敗と負け越し、翌7月場所も6勝9敗と負け越して9月場所は幕下に陥落した。1場所で十両に復帰するが、翌11月場所には膝の怪我により14日目から途中休場し、再度幕下に陥落した。2013年は怪我の影響で7月場所以外すべて負け越してしまい、2014年1月場所は東幕下60枚目まで番付を下げてしまった。この場所は4勝3敗と3場所ぶりに勝ち越して幕下を維持した。翌3月場所は復調し6勝1敗の好成績を残していくと、一時期は幕下中位まで番付を戻した。しかし、2015年に入ると衰えが目立つようになり、同年9月場所は三段目に陥落し、それ以降は三段目で相撲を取ることが多くなっていった。東三段目60枚目で迎えた2017年11月場所は1番相撲で不戦敗を記録して休場した。それ以降は休場が続き、2018年1月場所には序二段に、5月場所では序ノ口に陥落した。そのまま土俵に復帰することなく、体調の悪化により相撲を継続できなくなったとして、2018年5月場所13日目終了後に引退を発表した。

## 主な成績
- 通算成績：256勝239敗32休 勝率.517
- 十両成績：15勝29敗1休 勝率.341
- 現役在位：73場所
- 十両在位：3場所

### 場所別成績
| | 一月場所 初場所（東京）   | 三月場所 春場所（大阪）   | 五月場所 夏場所（東京）   | 七月場所 名古屋場所（愛知） | 九月場所 秋場所（東京） | 十一月場所 九州場所（福岡） |
| --- | ------------------------- | ------------------------- | ------------------------- | --------------------------- | ----------------------- | --------------------------- |
| 2006年 （平成18年） | x                         | （前相撲）                | 西序ノ口29枚目 6–1        | 東序二段74枚目 6–1          | 東序二段4枚目 6–1       | 東三段目44枚目 4–3          |
| 2007年 （平成19年） | 東三段目27枚目 3–4        | 東三段目43枚目 5–2        | 西三段目14枚目 4–3        | 西三段目4枚目 4–3           | 東幕下54枚目 4–3        | 東幕下46枚目 3–4            |
| 2008年 （平成20年） | 西幕下53枚目 4–3          | 東幕下43枚目 5–2          | 西幕下28枚目 5–2          | 西幕下16枚目 0–7            | 西幕下51枚目 3–4        | 西三段目筆頭 5–2            |
| 2009年 （平成21年） | 西幕下44枚目 5–2          | 東幕下30枚目 5–2          | 東幕下18枚目 5–2          | 西幕下9枚目 3–4             | 東幕下17枚目 4–3        | 西幕下12枚目 3–4            |
| 2010年 （平成22年） | 東幕下17枚目 4–3          | 西幕下14枚目 3–4          | 東幕下21枚目 1–6          | 西幕下47枚目 5–2            | 西幕下29枚目 6–1        | 西幕下10枚目 2–5            |
| 2011年 （平成23年） | 東幕下23枚目 4–3          | 八百長問題 により中止     | 西幕下18枚目 5–2          | 西幕下4枚目 3–4             | 東幕下5枚目 5–2         | 西幕下筆頭 3–4              |
| 2012年 （平成24年） | 西幕下4枚目 4–3           | 東幕下筆頭 4–3            | 東十両12枚目 7–8          | 東十両13枚目 6–9            | 西幕下2枚目 4–3         | 西十両14枚目 2–12–1         |
| 2013年 （平成25年） | 西幕下10枚目 3–4          | 東幕下14枚目 3–4          | 西幕下22枚目 2–5          | 東幕下42枚目 4–3            | 東幕下35枚目 2–5        | 東幕下51枚目 3–4            |
| 2014年 （平成26年） | 東幕下60枚目 4–3          | 東幕下51枚目 6–1          | 東幕下25枚目 3–4          | 東幕下32枚目 4–3            | 西幕下23枚目 3–4        | 東幕下32枚目 4–3            |
| 2015年 （平成27年） | 西幕下26枚目 5–2          | 東幕下16枚目 3–4          | 西幕下23枚目 2–5          | 東幕下43枚目 2–5            | 東三段目筆頭 3–4        | 西三段目12枚目 5–2          |
| 2016年 （平成28年） | 西幕下48枚目 3–4          | 東三段目3枚目 3–4         | 西三段目17枚目 5–2        | 東幕下54枚目 0–2–5          | 東三段目30枚目 4–3      | 西三段目17枚目 4–3          |
| 2017年 （平成29年） | 西三段目5枚目 3–4         | 西三段目27枚目 5–2        | 東三段目2枚目 3–4         | 西三段目17枚目 2–5          | 東三段目48枚目 3–4      | 東三段目60枚目 0–1–6        |
| 2018年 （平成30年） | 西序二段20枚目 休場 0–0–7 | 西序二段90枚目 休場 0–0–7 | 東序ノ口12枚目 引退 0–0–6 | x                           | x                       | x                           |
| 各欄の数字は、「勝ち-負け-休場」を示す。 優勝 引退 休場 十両 幕下 三賞：敢=敢闘賞、殊=殊勲賞、技=技能賞 その他：★=金星 番付階級：幕内 - 十両 - 幕下 - 三段目 - 序二段 - 序ノ口 幕内序列：横綱 - 大関 - 関脇 - 小結 - 前頭（「#数字」は各位内の序列） |                           |                           |                           |                             |                         |                             |

## 改名歴
- 北園 基嗣（きたぞの もとつぐ） 2006年3月場所 - 2012年3月場所
- 政風 基嗣（まさかぜ もとつぐ） 2012年5月場所 - 2018年5月場所